# آدریان آنتونی ژیل
آدریان آنتونی ژیل (انگلیسی: A. A. Gill; ۲۸ ژوئن ۱۹۵۴ – ۱۰ دسامبر ۲۰۱۶) ستون‌نویس، مؤلف اهل بریتانیا بود.